# 신디 크로퍼드
신시아 앤 크로퍼드(영어: Cynthia Ann Crawford, 1966년 2월 20일 ~ )는 미국의 모델, 배우이다. 입술 위의 검은 점이 그녀의 트레이드마크로 알려졌고, 그녀의 모델 경력을 통하여 수많은 잡지 표지를 장식했다. 그녀의 성공적 모델 경력을 통해 자신을 영화와 텔레비전에 나오게 했다.

## 학력
- 노스웨스턴 대학교 화학공학과[1]

## 어린 시절
일리노이주 드칼브에서 출생하였다. 16세 때에 신문의 사진가에 의하여 발탁된 신디는 모델이 되는 확신을 충분히 받았다. 17세 때에는 "올해의 엘리트 모델 관리 형"에 들어갔으나 준우승에 그쳤다. 그러고나서 시카고의 엘리트 모델링 대리가 그를 대표하기 시작하였다.
1984년 졸업생 대표로서 드칼브 고등학교를 졸업하였다. 그는 노스웨스턴 대학교에 입학하여 화학적 공학을 수학하는 데 장학금을 받았으나, 곧 중퇴하여 전임적인 모델 경력을 시작하였다. 시카고에서 사진가 빅터 스크레브네스키를 위해 일한 후 1986년 맨해튼으로 이주하여 뉴욕의 엘리트 모델 대리와 계약을 맺었다.

## 경력
1980년대와 1990년대에 신디 크로퍼드는 가장 인기있는 수퍼 모델들 중의 하나였으며, 잡지의 표지, 패션 캠페인 등에서 편재하는 존재였다. 1998년에 부분 계산에서 총 400개 이상의 출연이 나왔다. 크로퍼드는 그의 경력 동안 자니 베르사체, 에스카다, 르블롱 같은 많은 패션 캠페인에 나왔다.
1987년 마이클 J. 폭스의 《성공의 비밀》의 개막 크레디트에 나왔고, 3년 후에는 조지 마이클의 "Freedom '90" 뮤직 비디오에서 나오미 캠벨, 린다 에반젤리스타 같은 다른 모델들 사이에 나오기도 하였다. 이어서, "Please Come Home For Christmas"의 1994년 판 비디오에서 존 본 조비의 잃어버린 애인으로 나왔다.
1992년에 크로퍼드는 굿타임 홈 비디오와 자신이 경영하는 크로 대디 제작사를 통하여 라두 테오도레스쿠와 함께 운동 연습 비디오 "Cindy Crawford:Shape Your Body"를 만들었다. 어떤이들에게 안전하지 못하다는 비평을 받음에 불구하고, 큰 성공을 거두어 다음 2개의 비디오 - "Cindy Crawford:The Next Challenge"(1993)와 "Cindy Crawford:A New Dimension"(2000) 등을 발표하였다. 2001년에는 어린이들을 위한 건강 프로그램 "Mini-Muscles with Cindy Crawford"를 만들기도 하였다.
크로퍼드는 텔레비전과 영화에 출연하기도 하였다. 1989년부터 1995년까지 MTV의 "House of Style"의 진행을 맡았으며, 1990년대 초반에는 펩시코 광고에 출연하였다. 1995년에는 윌리엄 볼드윈과 함께 영화 《페어 게임》에 주연하였다. 그 영화는 5천만 달러의 비용과 흥행적 히트에 천백만 달러에 들면서 재정적으로 실패하였다. 2001년 그는 《유인원의 라인》에서 앙상블 출연하였는 데, 이 영화도 성공적이지 못하였으나 그의 연기는 비판을 받지 않았다.
크로퍼드는 세계에서 가장 매력있는 사람들 중의 명부에 올라왔다. 플레이보이에서 20세기 가장 매력있는 스타들 100명의 명단에 5위를 차지하였다. 1997년의 셰이프 잡지는 세계에서 두 번째로 가장 아름다운 여성으로 뽑혔고, 2002년에는 피플 잡지에 의하여 가장 아름다운 사람들 50명 중의 하나로 임명되었다.

### 모델 생활 후
그는 2000년에 모델 경력을 그만 두었다. 그런데 그는 아직도 시간마다 패션 잡지들의 새로운 촬영에 나왔으며, 여러 프로젝트를 위한 명성 추천을 공급하는 일을 계속적으로 하였다. 2005년 장루이 세바와 함께 거시-렝커의 미용 제품 "Meaningful Beauty"의 방침을 창조하였다.
같은 해에는 "Cindy Crawford Home Collection"의 이름 아래에서 가구의 새 방침을 착수하였다.
2011년 5월에 모델로 복귀하였다.

## 출연 작품
- 페어 게임